# Hadrodontes obudoensis
Hadrodontes obudoensis är en fjärilsart som beskrevs av Van Someren 1969. Hadrodontes obudoensis ingår i släktet Hadrodontes och familjen praktfjärilar. Inga underarter finns listade i Catalogue of Life.